# Landtagswahl in Vorarlberg 1932
- SDAPDÖ: 4
- CS: 18
- GDVP: 1
- LB: 1
- NSDAP: 2

Die Landtagswahl in Vorarlberg 1932 wurde am 6. November 1932 durchgeführt und war die vierte und letzte Landtagswahl in Vorarlberg während der Ersten Republik. 
Die Sitzzahl im Landtag wurde von 30 auf 26 verringert.
Die Christlichsoziale Partei (CSP) verlor leicht und erreichte ca. 57 % der Stimmen. Sie erreichte dank der Verringerung der Abgeordnetenzahl nicht nur die absolute Stimmen-, sondern auch eine Zwei-Drittel-Mehrheit der Mandate, verlor aber 3 Mandate und stellte nunmehr 18 der 26 Landtagsabgeordneten. Den zweiten Platz belegte die Sozialdemokratische Arbeiterpartei Deutschösterreichs (SDAPDÖ), die deutliche Verluste einfuhr und nur noch 15,6 % und 4 Mandate erzielte. Die Nationalsozialisten steigerten sich in einem Erdrutschsieg von 1 auf 10,5 % und erreichten damit 2 Mandate. Die anderen bürgerlichen Parteien, der Landbund und die Großdeutsche Volkspartei (GDVP), verloren beide an Stimmen und erreichten je 1 Mandat. Es war die letzte Wahl, bei der die GDVP noch einen Achtungserfolg erzielen konnte. Die bisher völlig bedeutungslose Kommunistische Partei Österreichs gewann stark an Stimmen und erreichte mit 3,42 % zwar kein Mandat, aber ihr Stimmenzuwachs wurde im bürgerlichen Lager mit Besorgnis zur Kenntnis genommen. Ein hoher Anteil an Stimmen wurde ungültig oder leer abgegeben. In der Presse wurde dies durch eine hohe Unzufriedenheit mit den Maßnahmen der christlichsozialen Regierung und einer geringen religiösen Gebundenheit spezifischer Bevölkerungsgruppen erklärt.
Die Koalition zwischen Christlichsozialen und Sozialdemokraten wurde wegen der Sparmaßnahmen nicht fortgeführt. Stattdessen bildeten die Christlichsozialen mit dem Landbund am 22. November 1932 die Landesregierung Ender VII. 

## Wahlergebnis
|                                                                | Ergebnisse 1932 | Ergebnisse 1932 | Ergebnisse 1932 |
| -------------------------------------------------------------- | --------------- | --------------- | --------------- |
| Partei                                                         | Stimmen         | %               | Mand.           |
| Christlichsoziale Partei (CSP)                                 | 43.346          | 56,75 %         | 18              |
| Sozialdemokratische Arbeiterpartei Deutschösterreichs (SDAPDÖ) | 11.916          | 15,60 %         | 4               |
| Nationalsozialistische Deutsche Arbeiterpartei (NSDAP)         | 8.033           | 10,52 %         | 2               |
| Landbund (LB)                                                  | 5.315           | 6,95 %          | 1               |
| Großdeutsche Volkspartei (GDVP)                                | 5.159           | 6,75 %          | 1               |
| Kommunistische Partei Österreichs (KPÖ)                        | 2.614           | 3,42 %          | –               |
| Gesamt                                                         | 76.383          | 100,00 %        | 26              |
| Ungültig/leer                                                  | 5.079           | 6,23 %          | –               |